# Pseudonannolene bovei
Pseudonannolene bovei är en mångfotingart som beskrevs av Filippo Silvestri 1895. Pseudonannolene bovei ingår i släktet Pseudonannolene och familjen Pseudonannolenidae. Utöver nominatformen finns också underarten P. b. inops.